# I-1
Lo I-1, primo della sua classe, è stato un sommergibile incrociatore della Marina imperiale giapponese, rimasto in servizio attivo dal 1926 al 1943. Era in gran parte basato sulla classe tedesca U-139, i cui piani furono ottenuti dall'Ammiragliato giapponese, come premio di guerra. Prestò servizio nella seconda guerra sino-giapponese e nella seconda guerra mondiale. Durante quest'ultimo conflitto operò a sostegno dell'attacco a Pearl Harbor, condusse pattugliamenti nell'Oceano Indiano e prese parte alla campagna delle isole Aleutine e alla campagna di Guadalcanal. Nel gennaio 1943, durante l'operazione Ke, le corvette-dragamine della Royal New Zealand Navy Kiwi e Moa e dopo una dura battaglia lo costrinsero a naufragare nella baia di Kamimbo, sulla costa di Guadalcanal

## Storia
Alla fine della Grande Guerra il Giappone manifestò chiaramente l’intenzione di estendere il suo predominio su tutto il Pacifico. Gli Stati Uniti d'America e la Gran Bretagna erano altrettanto decisi ad impedire ostacolare l'espansione dell'influenza giapponese in quell'area. Il primo scontro politico tra quei paesi avvenne durante le conferenze per la limitazione degli armamenti di Washington del 1920-1921 e di Londra del 1930. In entrambi i trattati fu imposto al Giappone, contro la sua volontà, una marina militare decisamente inferiore a quella degli USA e della Gran Bretagna. Dopo la conferenza di Londra il Giappone non si illuse più di poter cambiare la situazione per via politica e incominciò a prepararsi per il decisivo scontro militare nell'Oceano Pacifico: si trattava solo di decidere il momento favorevole e al momento dello scontro di trovarsi nelle minori condizioni di svantaggio possibili. Non potendosi sottrarre alle clausole dei Trattati, e di conseguenza realizzare una flotta di navi maggiori capace di confrontarsi con quella dell’avversario, il Giappone puntò sulla realizzazione di una flotta subacquea di grande livello, dotata di siluri all'avanguardia in campo mondiale.
La strategia giapponese prevedeva per la componente subacquea l'obiettivo di colpire la Pacific Fleet statunitense dovunque si trovasse e di fornire informazioni utili sulla sua dislocazione e sui suoi movimenti. Tutto questo serviva a far arrivare, al momento dello scontro decisivo tra le due flotte, quella statunitense il più possibile indebolita. Pertanto la componente subacquea della Marina imperiale giapponese, che dovendo operare in zone operative particolarmente estese, aveva battelli di dimensioni sensibilmente più elevate rispetto agli analoghi battelli delle altre nazioni, si sviluppò su tre tipi di unità. Sommergibili di medio dislocamento, circa 1.000 t, che dovevano difendere le coste nazionali e i mari interni. Sommergibili di elevato dislocamento classificati "kaidai", circa 2.000 t, che dovevano cooperare con le forze di superficie precedendo la flotta per individuare anticipatamente il nemico, comunicandone la posizione e la consistenza, ed attaccare le navi nemiche se possibile. Sommergibili di levato dislocamento classificati "Junsen" (incrociatori), superiore alle 2.500 t, destinati ad attaccare obiettivi sensibili nemici molto lontani operando in flottiglie composte da alcune unità. Tali sommergibili erano dotati di cannoni di calibro elevato e di aerei da ricognizione ed attacco. Nel 1930 tale strategia divenne un dogma.
I primi sommergibili "Junsen" furono quelli del tipo J-1, derivati dai sommergibili incrociatori tedeschi classe U 139, dotati di motori diesel acquistati direttamente in Germania. La prima unità di questa classe, il No.74, fu impostato presso il cantiere navale Kawasaki di Kobe il 12 marzo 1923, varato il 15 ottobre 1924 e rinominato I-1 il 1º novembre dello stesso anno mentre si trovava in allestimento. Il sommergibile fu completato a fine febbraio del 1926 e sottoposto alle prove in mare, alle quali parteciparono diversi costruttori navali tedeschi, presso il mare interno di Seto al largo dell'isola Awaji. La Marina imperiale giapponese lo immise formalmente in servizio il 10 marzo 1926, assegnandolo al distretto navale di Yokosuka.
Il 1º agosto 1926 lo I-1 e il gemello I-2 furono assegnate alla 7ª Divisione sommergibili della 2ª Squadra della 2ª Flotta, una componente della Flotta Combinata. Il 1º luglio 1927, la Divisione fu riassegnata alla Divisione per la difesa della base navale di Yokosuka e il 15 settembre 1927, quando la 7ª Divisione sommergibili della 2ª Squadra iniziò una esercitazione con la 2ª Flotta, lo I-1 venne riassegnato in forza direttamente al distretto navale di Yokosuka.
Rientrò alla 7ª Divisione della 2ª Squadra il 10 settembre 1928, e alle 10:35 del 28 novembre, quando la 7ª Divisione sommergibili ritornò a Yokosuka con mare grosso e visibilità limitata, lo I-1 si arenò al largo del porto subendo lievi danni. Nonostante non si fosse verificata alcuna infiltrazione d'acqua lo I-1 fu portato in bacino di carenaggio per ispezionare lo scafo Il 5 novembre 1929 fu messo in posizione di riserva. Mentre era in riserva fu sottoposto a lavori di ammodernamento durante i quali vennero sostituiti i suoi motori diesel di fabbricazione tedesca e tutti gli accumulatori elettrici. Lo I-1 fu rimesso in servizio il 15 novembre 1930, e si riunì alla 7ª Divisione sommergibili, assegnata alla difesa di Yokosuka. Passò poi alla 1ª Squadra della 1ª Flotta il 1º dicembre 1931, ritornando a Yokosuka il 1º ottobre 1932. Rientrò alla 1ª Squadra della 1ª Flotta il 15 novembre 1933 o il 15 novembre 1934 a seconda delle fonti.
Lo I-1 salpò dalla base navale di Sasebo, in compagnia delle altre navi della 7ª Divisione della 1ª Squadra , I-2 e I-3, e con gli I-4, I-5 e I-6 della 8ª Divisione, il 29 marzo 1935 per una crociera di addestramento nelle acque cinesi. I sei sottomarini conclusero la crociera rientrando a Sasebo il 4 aprile 1935. Il 15 novembre 1935 la Divisione fu riassegnata alla difesa di Yokosuka e quel giorno lo I-1 fu nuovamente posto in posizione di riserva per essere sottoposto a lavori di miglioramento. Mentre si trovava in cantiere il sonar di fabbricazione americana fu sostituito da uno analogo prodotto in Giappone e la sua torre di comando fu semplificata.
La 7ª Divisione tornò in servizio con la 1ª Squadra della 1ª Flotta il 20 gennaio 1936, e lo I-1 fu rimesso in servizio nella 7ª Divisione il 15 febbraio 1936. Il 27 marzo 1937 lo I-1 lasciò Sasebo in compagnia dello I-2, I-3, I-4, I-5 e I-6 per un periodo di addestramento nelle vicinanze di Qingdao, in Cina. I sei sottomarini conclusero la crociera addestrativa con il loro arrivo nel Mar Ariake il 6 aprile 1937.

### La seconda guerra sino-giapponese
Il 7 luglio ebbe luogo l'incidente del ponte Marco Polo, che diede inizio alla seconda guerra sino-giapponese. Nel settembre 1937, la 1ª Squadra sommergibili fu assegnata alla 3ª Flotta, che a sua volta era subordinata alla Flotta dell'area cinese per il servizio nelle acque della Cina. La squadra, composta dai sommergibili I-1, I-2, I-3, I-4, I-5 e I-6, venne schierata in una base a Hong Kong con le navi appoggio sommergibili Chōgei e Taigei nel settembre 1937. Dalla base di Hong Kong, i sommergibili iniziarono le operazioni a sostegno del blocco dei porti e al pattugliamento della costa centrale e meridionale della Cina.
Dal 20 al 23 agosto 1937, tutti e sei i sommergibili della 1ª Squadra operarono nel Mar Cinese Orientale come copertura a distanza per una operazione in cui le navi da battaglia Nagato, Mutsu, gli incrociatori da battaglia Haruna e Kirishima e l'incrociatore leggero Isuzu trasportarono truppe da Tadotsu a Shanghai, in Cina. La 1ª squadra rimase di stanza a Hong Kong fino all'autunno del 1938. Nel tentativo di ridurre le tensioni internazionali sul conflitto in Cina, il Giappone ritirò i suoi sottomarini dalle acque cinesi nel dicembre 1938.
La 7ª Divisione sommergibili fu riassegnata alla Scuola sommergibilisti di Kure il 15 dicembre 1938, e messa in posizione di riserva nel Distretto Navale di Yokosuka il 15 novembre 1939. In questa occasione lo I-1 subì un rimodernamento, durante il quale furono installati serbatoi d'aria sui suoi tubi lanciasiluri Tipo 15 e i suoi alberi radio pieghevoli furono rimossi. Insieme al resto della sua divisione lo I-1 tornò in servizio attivo il 15 novembre 1940, quando la divisione passò agli ordini della 2ª Squadra sommergibili della 6ª Flotta, una componente della Flotta Combinata.
Il 10 novembre 1941, il comandante della 6ª flotta, viceammiraglio Mitsumi Shimizu, riunì gli ufficiali in comando dei sommergibili della flotta per un incontro a bordo della sua nave ammiraglia, l'incrociatore leggero Katori, ancorato nella baia di Saeki. Il suo capo di stato maggiore li informò dell'imminente attacco a Pearl Harbor, che avrebbe portato in guerra il Giappone contro gli Stati Uniti d'America e i suoi alleati. Quando la Marina imperiale giapponese iniziò a posizionarsi per l'imminente conflitto nel Pacifico, il resto della 1ª Squadra sommergibili salpò da Yokosuka il 16 novembre 1941, diretto alle isole Hawaii.
A quel tempo lo I-1 era in riparazione a Yokosuka, per l'installazione di una radiotrasmittente a bassissima frequenza salpando il 23 novembre 1941. Dopo una sosta notturna a Tateyama Bight procedette in direzione della Hawaii, procedendo alla massima velocità per raggiungere gli altri sommergibili della 1ª Squadra e rimanendo in superficie fino a 600 miglia nautiche da Oahu. Entro il 6 dicembre 1941 la 1ª Squadra era posizionata in una porzione dell'Oceano Pacifico che si estendeva da nord-ovest a nord-est di Oahu, e lo I-1 arrivò nella sua area di pattugliamento, nella parte più occidentale del Canale di Kauai, tra Kauai e Oahu, di giorno. I sommergibili avevano l'ordine di attaccare tutte le navi che si fossero ritirate da Pearl Harbor durante o dopo l'attacco, previsto per la mattina del 7 dicembre 1941.

### Nella seconda guerra mondiale

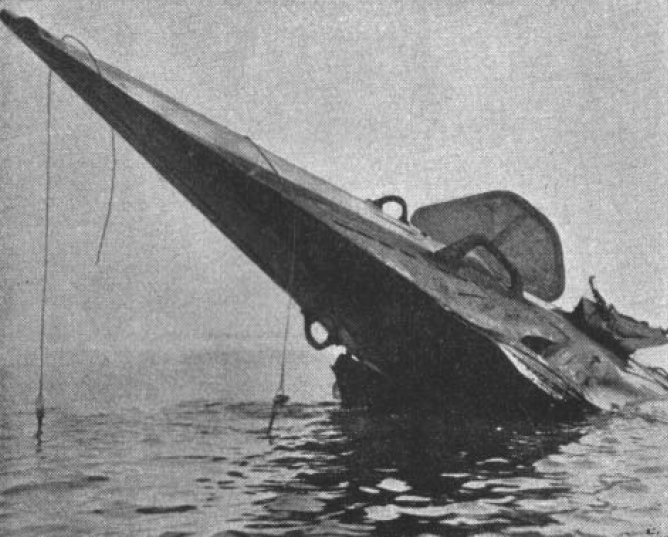
Il relitto del sommergibile giapponese I-1 al largo di Guadalcanal, nel febbraio 1943. Durante una missione di rifornimento il 29 gennaio 1943, lo I-1 incontrò i dragamine neozelandesi da 607 tonnellate, T-102 Kiwi e T-233 Moa. Incapaci di penetrare la corazzatura del sommergibile con i cannoni da 102 mm imbarcati, i dragamine lo speronarono e lo distrussero in acque poco profonde nella baia di Kamimbo, Guadalcanal.

Alle 07:30 del 7 dicembre 1941 lo I-1 avvistò un idrovolante Aichi E13A1 che ritornava all'incrociatore pesante Tone dopo un volo di ricognizione sull'ancoraggio di Lahaina Roads, al largo di Maui. Nei giorni successivi venne attaccato ripetutamente da aerei; sebbene non subì danni lo I-1 iniziò a mantenere allagata la cassa di assetto negativo mentre era emerso in modo da potersi immergere più rapidamente. Mentre era in superficie, alle 05:30 del 10 dicembre 1941, avvistò una portaerei dell'US Navy, probabilmente la Enterprise, 24 miglia nautiche a nord-nordest di Kahala Point, Kauai, e costretto ad immergersi non fu in grado di trasmettere un rapporto di avvistamento per quasi 12 ore.
Il 27 dicembre 1941 lo I-1 ricevette l'ordine dal comandante della 2ª Squadra sommergibili a bordo della sua nave ammiraglia, lo I-7, di bombardare il porto di Hilo il 30 dicembre. Arrivato al largo di Hilo il 30 dicembre condusse una ricognizione periscopica del porto, avvistando la nave appoggio idrovolanti Hulbert che identificò erroneamente come una piccola nave da trasporto lì ormeggiata. Dopo il tramonto lo I-1 emerse e sparò con i suoi cannoni dieci colpi da 140 mm contro lo Hulbert. Un proiettile colpì il molo vicino alla nave americana e un altro provocò un incendio vicino all'aeroporto di Hilo. Nessun colpo andò a segno sullo Hulbert e una batteria costiera rispose al fuoco. Ritenendo erroneamente di aver arrecato danni moderati allo Hulbert,o 'I-1 cessò il fuoco e lasciò l'area.
L'I-1 attaccò una nave da trasporto a sud del Canale di Kauai il 7 gennaio 1942, ma non mise a segno alcun colpo alcun colpo.
Il 9 gennaio 1942, le fu ordinato di deviare dalla suo pattugliamento e cercare la portaerei Lexington, che il sommergibile I-18 aveva avvistato a nord-est dell'atollo Johnston, ma non la trovò. Arrivato a Kwajalein in compagnia dello I-2 e dello I-3 il 22 gennaio 1942, le tre unità ripartirono il giorno 24 dirette a Yokosuka, dove lo I-1 arrivò il 1º febbraio. Mentre lo I-1 era a Yokosuka, la 2ª Squadra sommergibili, composta da I-1, I-2, I-3, I-4, I-5, I-6 e I-7, fu assegnata alla forza d'invasione delle Indie orientali olandesi l'8 febbraio.
Lo I-1 salpò da Yokosuka il 13 febbraio diretto a Palau, dove arrivò il 16 dello stesso mese. Dopo aver fatto rifornimento presso la petroliera Fujisan Maru, riprese il mare il 17 febbraio con lo I-2 e I-3. Si fermò a Staring Bay, nella penisola sudorientale di Celebes, appena a sud-est di Kendari, da dove partì alle 17:00 del 23 febbraio per iniziare il suo secondo pattugliamento di guerra, diretto al Mar di Timor e all'Oceano Indiano. Poco dopo aver lasciato Staring Bay, l'albero motore del suo motore diesel di tribordo si ruppe, ma lo I-1 proseguì, effettuando la maggior parte della sua missione con una sola elica. Lo I-1 era in superficie al largo dell'Australia occidentale, 250 miglia nautiche a nord-ovest della baia degli Squali la mattina presto del 3 marzo , quando avvistò il fumo proveniente dalla nave da carico armata olandese Siantar da 8.806 tonnellate in navigazione da Tjilatjap, Giava, all'Australia.
Il sommergibile si immerse e lanciò un siluro contro la Siantar mancandola. Alle 06:30 emerse a sinistra del mercantile e aprì il fuoco con il suo cannone anteriore da 140 millimetri. La Siantar passò alla massima velocità e sparò contro lo I-1 con il suo cannone da 75 mm, che si inceppò dopo solo pochi colpi.
Il secondo colpo dello I-1 abbatté l'antenna radio del Siantar su cui scoppiò un incendio e l'equipaggio abbandonò la nave. Dopo aver messo a segno circa 30 colpi sulla Siantar lo I-1 lanciò un altro siluro e circa dieci minuti il mercantile affondò di poppa intorno alle 07:00 a 21° 20′ S, 108° 45′ E. Sui 58 membri dell'equipaggio della Siantar si registrarono 21 morti.
Il 9 marzo 1942 il sommergibile catturò una canoa che trasportava cinque membri dell'esercito australiano che cercavano di raggiungere l'Australia da Timor Ovest. L'11 marzo 1942 il sommergibile raggiunse Staring Bay, dove ormeggiò accanto alla nave appoggio sommergibili Santos Maru. Trasferì i suoi prigionieri su una nave ospedale, e il 15 marzo salpò per Yokosuka, dove arrivò il 27 marzo 1942. Dopo l'arrivo a Yokosuka il sommergibile entrò in bacino di carenaggio per le riparazioni al motore diesel di tribordo. In questa occasione fu sostituita la mitragliatrice da 7,7 mm installata sul ponte con una Type 93 da 13,2 mm, il suo telemetro Zeiss da 3 metri con un telemetro giapponese Type 97, vennero rimosse alcune delle protezioni del deposito siluri e installato un sistema di assetto automatico. Il 10 aprile 1942 lo I-1 fu assegnato, insieme allo I-2 e all'I-3, all'Advance Force.
Il 18 aprile 1942, 16 bombardieri bimotori North American B-25 Mitchell dell'US Air Force lanciati dalla portaerei Hornet colpirono obiettivi su Honshū nel raid Doolittle. Un B-25 attaccò Yokosuka, e i membri dell'equipaggio dello I-1 presenti sul ponte lo videro danneggiare la portaerei Ryūhō in bacino di carenaggio, allora in fase di conversione dalla nave appoggio sommergibili Taigei.
Il 7 giugno 1942 l'I-1 prese parte ad esperimenti nella baia di Tokyo con un pallone da osservazione (Drachen) destinato all'uso da parte delle navi mercantili. Il sommergibile effettuò diversi attacchi simulati contro una nave che trasportava un prototipo del pallone.
Mentre lo I-1 era ai lavori a Yokosuka, il 3 e 4 giugno 1942 iniziò la campagna delle isole Aleutine con un attacco aereo giapponese su Dutch Harbour, in Alaska, seguito rapidamente dall'incontrastata occupazione delle isole Aleutine di Attu il 5 giugno e di Kiska il 7 giugno. Il 10 giugno I-1, I-2, I-3, I-4, I-5, I-6 e I-7 furono riassegnati alla Northern Force per il servizio nelle Aleutine. L'11 giugno I-1, insieme aI-2, I-4 e I-7, partì per le acque delle Aleutine per iniziare la sua quarta missione di guerra. Il 20 giugno 1942 I-1, I-2 e I-3 si unirono alla linea di pattugliamento "K" nell'Oceano Pacifico settentrionale tra 48°N 178°W e 50°N 178°W. A metà luglio 1942, una nave da guerra americana non identificata attaccò lo I-1 nell'Oceano Pacifico settentrionale a sud dell'isola di Adak e lo inseguì per 19 ore prima che I-1 si immergesse alla profondità di 79 m e si allontanasse. Il 20 luglio 1942 lo I-1 fu riassegnato alla Advance Force e quel giorno ricevette l'ordine di tornare a Yokosuka, dove arrivò il 1º agosto.

### La campagna di Guadalcanal
Durante la permanenza dell'I-1 a Yokosuka, il 7 agosto iniziò la campagna di Guadalcanal con sbarchi anfibi americani a Guadalcanal, Tulagi, isole Florida, Gavutu e Tanambogo nelle Isole Salomone sudorientali. Il 20 agosto la 2ª Squadra sommergibili venne sciolta. Alla fine del mese di agosto 1942 lo I-1 effettuò lavori presso il cantiere navale di Yokosuka in cui il cannone di poppa da 140 mm fu rimosso e sostituito con un supporto per un mezzo da sbarco di classe Daihatsu da 14 m impermeabilizzato, cosa che migliorò la sua capacità di trasportare rifornimenti alle forze giapponesi impegnate a terra nelle Isole Salomone. Con il completamento dei lavori all'inizio di settembre 1942, iniziarono le esercitazioni con la 4ª Forza da sbarco navale speciale (SNLF) a Maizuru, che era stata designata come "Unità di sbarco speciale" per una pianificata incursione su Espiritu Santo nelle Nuove Ebridi. L'I-1 doveva far sbarcare il personale SNLF per l'incursione.
L'8 settembre lo I-1 partì da Yokosuka diretto a Truk, dove arrivò il 14 settembre. Il giorno dopo il comandante in capo della 6ª Flotta, viceammiraglio Teruhisa Komatsu, ispezionò il montaggio del Daihatsu. Il sommergibile lasciò Truk il 17 settembre e arrivò a Rabaul, in Nuova Britannia, il 22 dello stesso mese. Mentre si trovava lì il 24 settembre lo I-1 fu trasferito alle dipendenze della Outer South Seas Force nell'8ª Flotta. Il giorno dopo salpò per supportare uno sbarco a Rabi, in Nuova Guinea, ma rientrò a Rabaul il 27 settembre.
Prese nuovamente il mare il 1º ottobre per trasportare rifornimenti a un distaccamento del 5ª SNLF di Sasebo sull'isola di Goodenough, trasportando un Daihatsu, il suo equipaggio di tre uomini e un carico di cibo e munizioni.
Alle 22:40 del 3 ottobre emerse al largo della Missione Kilia, sulla punta sud-occidentale dell'isola di Goodenough, e il Daihatsu portò il suo carico a riva, dove imbarcò 71 membri dell'SLNF feriti e i resti cremati di altri 13. Lo I-1 recuperò il Daihatsu e tornò a Rabaul, arrivandovi alle 13:30 del 6 ottobre. Ripartì con un altro carico di cibo e munizioni l'11 ottobre, emergendo al largo dalla missione Kilia alle 18:30 del 13 e mettendo in acqua il suo Daihatsu. L'intelligence alleata aveva avvertito del suo arrivo e un bombardiere Lockheed Hudson Mk.IIIA della Royal Australian Air Force appartenente al No.32 RAAF Squadron attaccò l'area dello sbarco, lanciando razzi e bombe, e l'I-1 si immerse e prese il largo, lasciando dietro di sé il suo Daihatsu. Tornò a Rabaul il 18 ottobre.
Mentre lo I-1 era in navigazione, un idrovolante dello I-7 effettuò un volo di ricognizione su Espiritu Santo il 17 ottobre, scoprendo una significativa forza navale alleata. I giapponesi decisero di annullare il previsto raid delle SNLF su Espiritu Santo a cui lo I-1 era stato destinato.
Il 17 ottobre lo I-1 fu riassegnato all'Advanced Force, e il 22 ottobre 1942 lasciò Rabaul per unirsi a un gruppo di pattugliamento sottomarino che operava a sud di San Cristóbal prima dell'imminente battaglia delle isole Santa Cruz (25-27 ottobre). Il 28 ottobre ricevette l'ordine di cercare gli equipaggi degli aerei giapponesi abbattuti nelle vicinanze delle Isole Stewart. Iniziò a esplorare le acque intorno alle isole il 29 ottobre, ma presto dovette interrompere la ricerca quando il suo albero motore di tribordo andò di nuovo fuori uso. Un Consolidated PBY-5 Catalina dello Squadron VP-11 riferì di aver attaccato un sommergibile il 29 ottobre 1942 a 13° 15′ S, 162° 45′ E, e il suo obiettivo molto probabilmente era lo I-1. Lo I-1 proseguì per Truk, da dove salpò alle 17:00 del 13 novembre diretto a Yokosuka, che raggiunse alle 16:30 del 20 novembre.
A Yokosuka venne sottoposto al riparazioni al motore diesel di tribordo e al motore elettrico, e anche il sistema di montaggio del Daihatsu fu rivisto. Dal 16 al 23 dicembre entrò in bacino di carenaggio per la manutenzione dello scafo. Le sue riparazioni furono completate il 30 dicembre, e il 2 gennaio 1943 partì alle 08:00 per condurre i test di lancio del Daihatsu al largo del faro di Nojimazaki, rientrando in porto entro le 12:00.
Il 3 gennaio 1943 partì da Yokosuka diretto a Truk, dove arrivò alle 18:00 del 10 gennaio 1943. Dopo l'arrivo scaricò tutti i suoi siluri tranne due e imbarcò il suo Daihatsu, e alle 06:30 del 12 gennaio 1943 salpò per condurre i test di lancio del mezzo da sbarco, ma tornò all'ancoraggio alle 08:30 per riparare la valvola di aspirazione dell'aria dei suoi motori diesel. Condusse ulteriori test di lancio il 14 gennaio e il giorno dopo partì alle 13:00 per effettuare i test di lancio notturni, tornando in porto entro le 20:00.
Alle 19:00 del 16 gennaio 1943 lo  I-1 lasciò Truk per Rabaul, dove arrivò alle 07:30 del 20 dello stesso mese, prese a bordo un carico di contenitori di gomma contenenti due giorni di razioni di cibo: riso, pasta di fagioli, curry, prosciutto e salsicce per 3.000 uomini. Alle 16:00 del 24 gennaio salpò da Rabaul diretto a Guadalcanal, dove avrebbe dovuto consegnare il suo carico alla baia di Kamimbo, sulla costa nordoccidentale dell'isola.
Il 26 gennaio 1943, il comandante delle forze navali alleate nelle Isole Salomone informò tutte le navi alleate nell'area di Guadalcanal-Tulagi della possibilità che sommergibili da rifornimento giapponesi arrivassero alla baia di Kamimbo nelle sere del 26, 27 e 29 gennaio 1943. Le corvette-dragamine della Royal New Zealand Navy Kiwi e Moa ricevettero l'ordine di condurre una pattugliamento antisommergibile in quell'area. Da parte sua la 6ª Flotta giapponese avvertì la 7ª Divisione sommergibili che motosiluranti alleate stavano operando nelle vicinanze della baia di Kamimbo e consigliò loro di scaricare i rifornimenti solo dopo il tramonto.

### L'affondamento

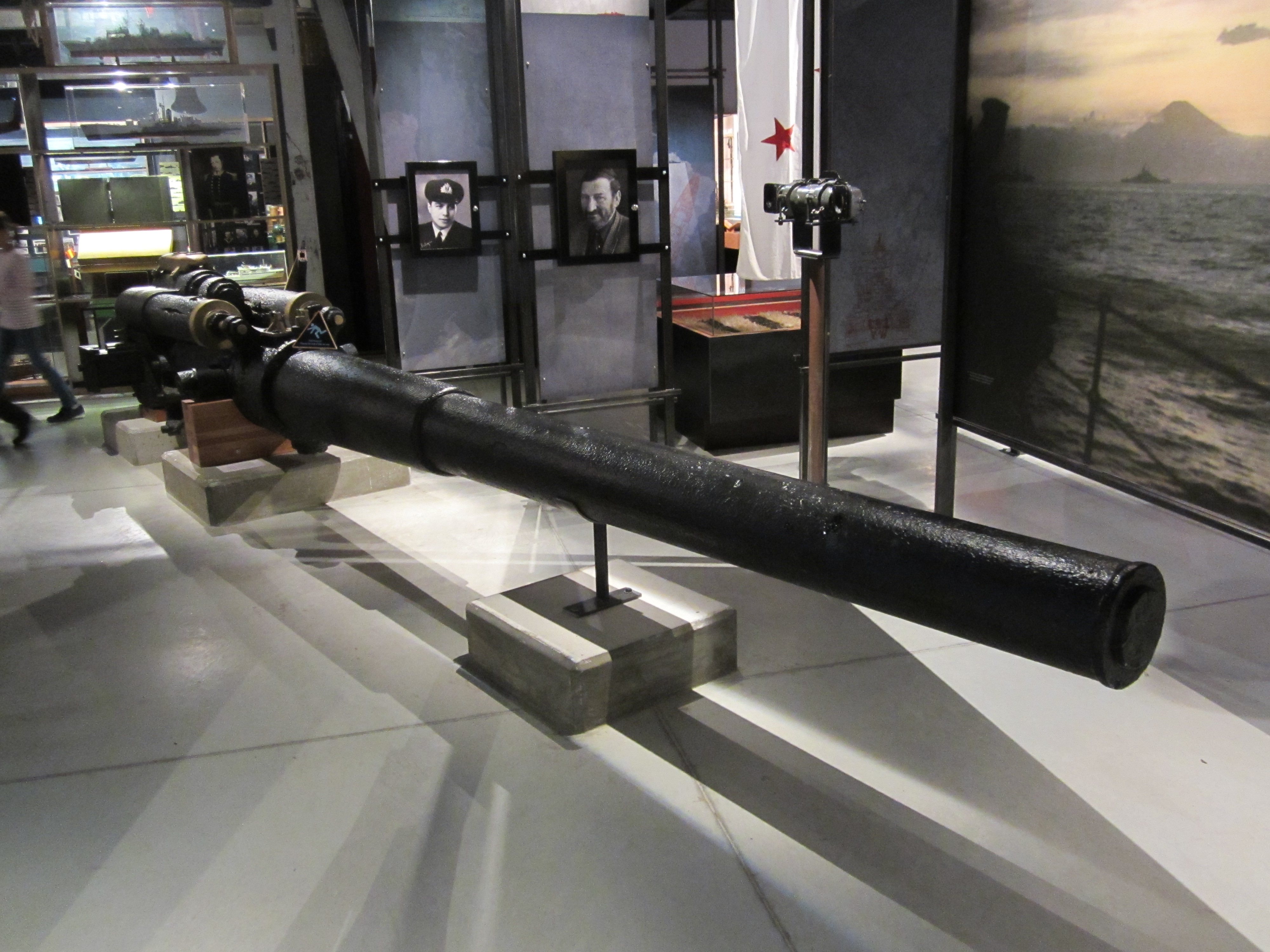
Il cannone da 140 mm dello I-1 esposto presso il Torpedo Bay Navy Museum di Auckland, Nuova Zelanda, giugno 2012.

Lo I-1 emerse al largo della baia di Kamimbo durante una forte pioggia alle 20:30 del 29 gennaio 1943 e si diresse verso la riva, con i ponti inondati. Alle 20:35, il Kiwi, di pattuglia al largo della baia di Kamimbo con il Moa, rilevò lo I-1, prima con l'idrofono e poi con l'asdic, a una distanza di 2.700 m. Il Moa tentò di confermare il contatto, ma non vi riuscì. Il Kiwi chiuse il rilevamento e quando una delle vedette dello I-1 avvistò Kiwi e Moa identificandole erroneamente come torpediniere, l'I-1 virò a sinistra e si immerse a 30 m di profondità attrezzandosi per la navigazione silenziosa.
Il Kiwi vide il sommergibile immergersi e andò all'attacco lanciando 12 bombe di profondità in due gruppi di sei. Le bombe di profondità esplosero vicino allo I-1, facendo cadere a terra molti uomini, e aprendo una falla nel deposito viveri di poppa. Il secondo attacco del Kiwi alle 20:40 fu devastante, disabilitò le pompe dello I-1, il motore e l'albero dell'elica di babordo e ruppe il collettore idraulico ad alta pressione, che mandò una sottile nebbia d'acqua attraverso la sala comando. Il suo quadro elettrico principale andò parzialmente in cortocircuito e tutte le luci si spensero. Il sommergibile iniziò una discesa incontrollata con un angolo di 45 gradi e il suo comandante ordinò di vuotare le casse di zavorra principali anteriori e comandò l'indietro tutta sul rimanente albero dell'elica operativo, interrompendo la discesa, ma non prima che fosse raggiunta la profondità di 180 m, ben oltre quella operativa di 80 m.
Si verificò una grave infiltrazione nel compartimento siluri di prua e l'acqua di mare inondò le batterie elettriche rilasciando il mortale gas di cloro mortale. Intorno alle 21:00 il Kiwi iniziò un terzo attacco e lo I-1 emerse 1.800 m a dritta della corvetta. Già con la prua rivolta alla spiaggia il sommergibile si diresse verso la riva per arenarsi, usando a piena potenza il suo motore diesel di tribordo e facendo 11 nodi. Il suo comandante si mise personalmente al timone mentre l'equipaggio armo il cannone prodiero da 140 mm e la mitragliatrice da 13,2 mm sul ponte. Il Kiwi illuminò lo I-1 con il suo proiettore da 10 pollici (254 mm) e il Moa sparò proiettili illuminanti per fornire ulteriore visibilità alla scena. Il Kiwi aprì il fuoco sullo I-1 con il suo cannone da 102 mm e con cannone Oerlikon da 20 mm, centrandolo con il terzo colpo da 102 mm.
Le armi della corvetta spazzarono la torre di comando e il ponte dello I-1, distruggendo la mitragliatrice da 13,2 mm, e costringendo il cannone da 140 mm a cessare il fuoco, incendiando il Daihatsu e uccidendo il comandante e la maggior parte dell'equipaggio che si trovava sul ponte e gli artiglieri. Senza alcuna guida dalla plancia il sommergibile iniziò una lenta virata a dritta.
Dopo che il nostromo salì dal basso e trovò tutti quelli presenti sul ponte morti o feriti, l'ufficiale silurista assunse il comando del battello. Credendo che i neozelandesi intendessero abbordare e catturare il sommergibile preparò l'equipaggio per respingere l'abbordaggio, inviando un equipaggio di riserva sul ponte per armare cannone, ordinando a tutti gli ufficiali sopravvissuti di armarsi con i loro spade e consegnando le carabine Arisaka Tipo 38 ai quattro migliori tiratori dell'equipaggio sopravvissuti.
Alle 21:20 il Kiwi virò verso lo I-1 a tutta velocità a una distanza di 370 m. Gli artiglieri del sommergibile non furono in grado di colpire corvetta, che era parzialmente coperta dalla torre di comando dello I-1, e la Kiwi speronò il sommergibile sul lato sinistro a poppavia della torre di comando.
Mentre il Kiwi indietreggiava, entrò nel campo di tiro del cannone da 140 mm i cui serventi dichiararono di averla centrata con alcuni colpi che incendiarono la corvetta anche se in realtà non scoppiò alcun incendio. Credendo che fossero in combattimento con torpediniere, le vedette dell'I-1 riferirono anche di aver visto tre siluri passare vicino allo scafo, sebbene le due corvette neozelandesi non fossero dotate di siluri. Il Kiwi speronò il sommergibile una seconda volta, centrandolo di striscio e distruggendo uno dei timoni di profondità. Armati di spade, il nostromo e il primo ufficiale dell'I-1 tentarono, senza successo, di salire a bordo della corvetta: il nostromo afferrò il parapetto del ponte superiore del Kiwi, ma fu gettato in mare mentre la corvetta si allontanava dallo scafo del sommergibile.
La Kiwi speronò una terza volta lo I-1, colpendo sul lato di dritta, e salendo sul ponte di poppa. Il Kiwi riportò danni alla prua e al sistema asdic, ma fece un buco in uno dei serbatoi di zavorra principali e disabilitò tutte le pompe di sentina del sommergibile tranne una. Danneggiata e con il suo cannone da 102 mm surriscaldato, la corvetta si allontanò dallo I-1 e il Moa continuò l'inseguimento, sparando al sommergibile mentre lo illuminava con il proiettore e con proiettili illuminanti.
Colpì ripetutamente lo I-1 la cui corazzatura superiore deviò alcuni dei proiettili, mentre gli schizzi d'acqua spensero il fuoco che infuriava sul Daihatsu. Lo I-1 continuò la sua corsa verso Guadalcanal a 12 nodi. Alle 23:15 il sommergibile si incagliò sulla Fish Reef al largo della costa di Guadalcanal, 300 m a nord della baia di Kamimbo. Un'intera metà dello scafo andò allagata e la nave sbandò pesantemente a dritta. Sessantasei uomini dell'equipaggio abbandonarono la nave e poco tempo dopo lo I-1 affondò a 09° 13′ S, 159° 40′ E, con 4,6 m della sua prua che fuoriuscivano dall'acqua con un angolo di 45 gradi.
Lo I-1 ebbe 27 morti o dispersi nella battaglia, mentre 68 uomini sopravvissero, inclusi due uomini che caddero in mare durante il combattimento e nuotarono fino a riva separatamente dagli altri. L'unica vittima dalla parte neozelandese fu un operatore dei proiettori del Kiwi, che rimase al suo posto nonostante una ferita mortale da arma da fuoco ricevuta durante il secondo tentativo di speronamento, spentosi due giorni dopo.
Complessivamente, le due corvette spararono cinquantotto colpi da 102 mm, centrando lo I-1 17 volte, oltre ad altri 7 centri considerati probabili, sparando inoltre 1.259 colpi da 20 mm e 3.500 colpi di armi leggere.

### I tentativi di salvataggio e la sua demolizione

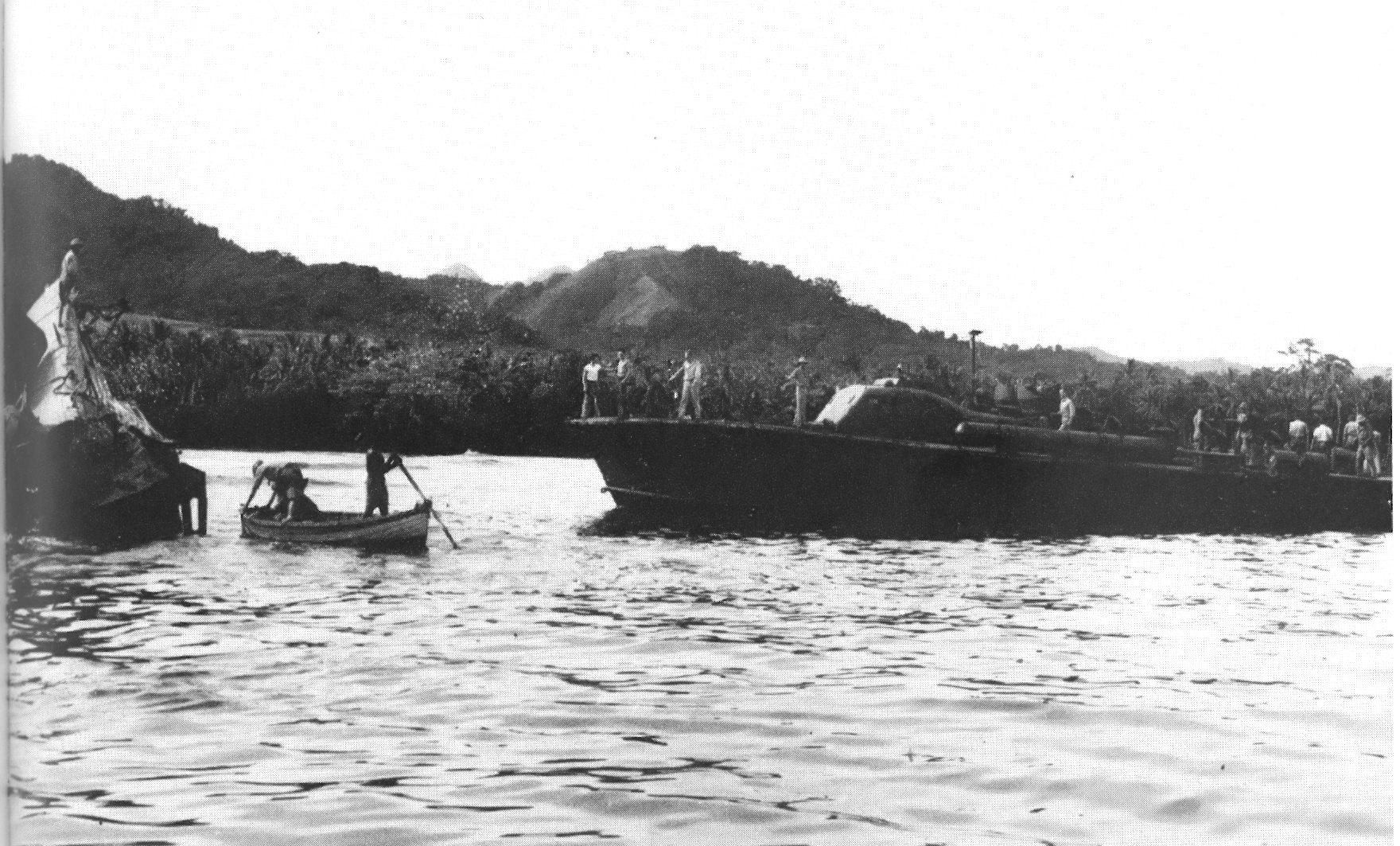
L'equipaggio della PT-65 e il personale dell'intelligence imbarcato ispezionano il relitto dello I-1 l'11 febbraio 1943.

Il Moa pattugliò il relitto dello I-1 fino all'alba del 30 gennaio 1943, quando si avvicinò per ispezionarlo. Trovò due sopravvissuti presso il relitto, catturandone uno e uccidendo l'altro con il fuoco di una mitragliatrice. La corvetta recuperò anche carte nautiche e quello che credeva fosse un libro di codici, anche se più probabilmente era il diario di bordo dello I-1. L'artiglieria giapponese a terra aprì il fuoco sulla Moa, costringendola a lasciare l'area.
Sessantatré sopravvissuti dell'I-1 furono evacuati da Guadalcanal il 1º febbraio 1943. Quando raggiunsero Rabaul e furono interrogati, i giapponesi conclusero che i materiali in codice a bordo del relitto erano in pericolo di compromissione. Nel frattempo, l'ufficiale silurista dello I-1, due dei suoi ufficiali subalterni e 11 uomini dei cacciatorpediniere giapponesi raggiunsero il relitto a bordo di un Daihatsu dopo le 19:00 del 2 febbraio 1943, attaccarono due bombe di profondità e quattro cariche di demolizione più piccole sul relitto e le fecero esplodere nel tentativo di distruggerlo, cercando di far esplodere i siluri ancora a bordo dello I-1. Anche se i siluri non esplosero e il relitto non fu distrutto, le bombe di profondità causarono danni sufficienti da impedire il recupero dello I-1. Evacuati da Guadalcanal il 7 febbraio 1943, il giorno in cui terminò l'operazione Ke, l'evacuazione giapponese di tutte le forze dall'isola, dopo il loro arrivo a Rabaul i tre ufficiali riferirono di non aver completamente distrutto il relitto.
Il 10 febbraio 1943 i giapponesi fecero un altro tentativo di distruggere il relitto dell'I-1, quando nove bombardieri in picchiata Aichi D3A1 Val con sede sul campo d'aviazione di Buin, a Bougainville, scortati da 28 caccia Mitsubishi A6M Zero lo attaccarono. La maggior parte dei bombardieri in picchiata non riuscì a centrare il relitto, ma uno lo colpì vicino alla torre di comando con una bomba da 250 chilogrammi. L'11 febbraio 1943 lo I-2 lasciò l'isola di Shortland con a bordo l'ufficiale silurista dell'I-1, con il compito di trovare e distruggere il relitto.
L'equipaggio della motosilurante PT-65della Marina statunitense e il personale dell'intelligence imbarcato ispezionano il relitto dell'I-1 l'11 febbraio 1943. Come temevano i comandi giapponesi, gli alleati iniziarono a indagare sul relitto nella speranza di recuperarne informazioni. La PT-65 aveva a bordo ufficiali dell'US Army che valutarono il potenziale del relitto a fornire informazioni utili. La nave di salvataggio sommergibili Orlolan arrivò il 13 febbraio 1943 e i suoi sommozzatori recuperarono cinque libri di codici e altri importanti documenti di comunicazione. Quella stessa arrivò lo I-2 che penetrò nella baia di Kamimbo fino a una distanza di soli 1.010 m dalla riva, ma non riuscì a trovare il relitto dello I-1. Il 15 febbraio 1943, il giorno in cui la Marina imperiale giapponese decise di considerare compromessi tutti i codici presenti a bordo dell'I-1 rivedendoli e aggiornandoli, lo I-2 ci riprovò, giungendo a 2,6 km dalla costa prima che le motosiluranti americane lo attaccassero con bombe di profondità. Dopo che anche un aereo alle 12:30 attaccò l'I-2, il suo comandante si arrese e tornò all'isola di Shortland. Alla fine, secondo quanto riferito, l'US Navy recuperò codici, carte, manuali, diario di bordo e altri documenti segreti, nonché attrezzature, dal relitto dello I-1. I giapponesi cancellarono l'I-1 dalla lista della Marina imperiale il 1º aprile 1943.
Nel 1968, il cannone da 140 mm presente sul ponte dello I-1 fu recuperato e portato ad Auckland, in Nuova Zelanda, a bordo della fregata Otago per essere esposto al Torpedo Bay Navy Museum. Nel 1972 un cacciatore di tesori australiano alla ricerca di metalli preziosi fece saltare in aria la sezione di prua dello I-1. Con i siluri ancora attivi all'interno, l'esplosione distrusse un terzo della parte anteriore del sommergibile, spaccandone la sezione di prua. Gli altri due terzi del relitto rimasero intatti. Il relitto dello I-1 giace su un pendio con i resti della prua in 14 m di acqua, mentre la poppa si trova a una profondità di 27 m.
La bandiera dell'I-1 si trova esposta esposta negli USA presso il presso il National Museum of the Pacific War a Fredericksburg, in Texas.

### Annotazioni
1. ↑  Forse il cutter della United States Coast Guard Onondaga.

### Fonti
1. 1 2  Stille 2007, p. 11.
2. 1 2 3 4 5 6 7 8 9 10 11 12 13 14 15 16 17 18 19  Ijnsubsite.
3. 1 2 3 4 5 6 7 8 9 10 11 12 13 14 15 16 17 18 19 20 21 22 23 24 25 26 27 28 29 30 31 32 33 34 35 36 37 38 39 40 41 42 43 44 45 46 47 48 49 50 51 52 53 54 55 56 57 58 59 60 61 62 63 64 65 66 67 68 69 70 71 72 73 74 75 76 77 78 79 80 81 82 83 84 85 86 87 88 89 90 91 92 93 94 95 96 97 98 99 100 101 102 103 104 105 106 107 108 109 110 111 112 113 114 115 116 117 118 119 120 121 122 123 124 125 126 127 128 129 130 131 132 133 134 135 136 137 138 139 140 141 142  Combined Fleet.
4. 1 2 3 4  Stille 2007, p. 5.
5. 1 2 3 4 5 6 7  Turrini 2011, p. 70.
6. ↑  Stille 2007, pp. 6-7.
7. 1 2 3 4  Turrini 2011, p. 71.
8. ↑  Turrini 2011, p. 73.
9. ↑  Ijnsubsite.
10. 1 2 3 4 5 6  Combined Fleet.
11. 1 2 3 4 5  Boyd, Yoshida 1995, p. 54.
12. 1 2 3 4 5 6 7 8 9 10 11 12 13 14 15 16 17 18 19 20 21 22 23 24 25 26 27 28 29 30 31 32 33 34  Bertke, Kindall, Smith 2005, p. 259.
13. 1 2 3 4 5 6 7 8 9 10 11  Navygeneralboard.
14. ↑  Owen 2007, p. 279.
15. ↑  New Zealand History.
16. ↑  (EN) Tom McLeod, I-1 pennant displayed at Museum of the Pacific, su pacificwrecks.com, Pacific Wrecks Incorporated. URL consultato il 28 aprile 2015.